# Orestes Suárez
Orestes Suárez Lemus (Pinar del Río, 14 marzo 1950) è un fumettista cubano.
Si diploma presso La Escuela Nacional de Diseño Gráfico. Il suo esordio come illustratore avviene casualmente presso la Organización Nacional de Pioneros José Martí per cui presta servizio volontario. Successivamente inizia la sua collaborazione con la casa editrice Editora Abril per cui realizza numerose illustrazioni per i giornali Pionero, Pásalo,  El Guía e Zunzún. Ma i lavori più importanti li realizza per la casa editrice  Pablo de la Torriente per cui disegna soprattutto storie a sfondo bellico.
Nel 1994 inizia la sua collaborazione con la Sergio Bonelli Editore realizzando diverse storie per il personaggio Mister No, e successivamente entrando nella prestigiosa lista dei disegnatori incaricati di disegnare uno speciale estivo di Tex (i cosiddetti Texoni). La storia è stata  pubblicata nel 2010 sul ventiquattresimo volume della collana con il titolo I ribelli di Cuba (su testi di Mauro Boselli), ed è ambientata nella sua terra natale. Ancora per il personaggio realizza l'Almanacco del West 2014. 
Attualmente, sempre per la Bonelli, è al lavoro su uno dei volumi della collana Romanzi a fumetti.
Nella sua carriera Suárez è stato insignito di diversi premi internazionali tra cui quelli assegnati dalla Bienal Internacional de Historietistas.